# Мединицький деканат
Мединицький деканат — колишня структурна одиниця Перемишльської єпархії греко-католицької церкви з центром в м. Меденичі. Очолював деканат декан.

## Територія
В 1936 році в Мединицькому деканаті було 14 парафій:
1. Парафія с. Більче;
2. Парафія с. Вороблевичі з приходом у с. Липовець;
3. Парафія с. Горуцько;
4. Парафія с. Грушова з філією в с. Грушова-Красне;
5. Парафія с. Добрівляни;
6. Парафія с. Кавсько;
7. Парафія с. Криниця з приходом у присілках Корчі, Шлявщина;
8. Парафія с. Летня з філією в с. Летня Велика;
9. Парафія с. Літиня з філією в с. Груд Літинський;
10. Парафія с. Мединичі;
11. Парафія с. Раделич;
12. Парафія с. Ріпчичі з філіями в с. Опарі с. Довге;
13. Парафія с. Ролів;
14. Парафія с. Тинів.

### Декан
- 1936 — Малецький Пантелеймон в Ріпчичах.

### Кількість парафіян
1936 — 27 896 осіб.
Деканат було ліквідовано в 1946 р.